# Diagrama de Dynkin
No campo matemático da teoria de Lie, um diagrama de Dynkin, nomeado por Eugene Dynkin, é um tipo de grafo em que as arestas podem ser simples, duplas ou triplas (o número de ligações entre os mesmos vértices). Quando não são simples, as arestas são orientadas.
O principal interesse em diagramas de Dynkin são como uma forma de classificar álgebras de Lie semissimples sobre corpos algebricamente fechados. Isto dá origem a grupos de Weyl, ou seja, a vários (mas não todos) grupos de reflexão finita. Os diagramas de Dynkin também podem surgir noutros contextos.

Diagrama de Dynkin finitos
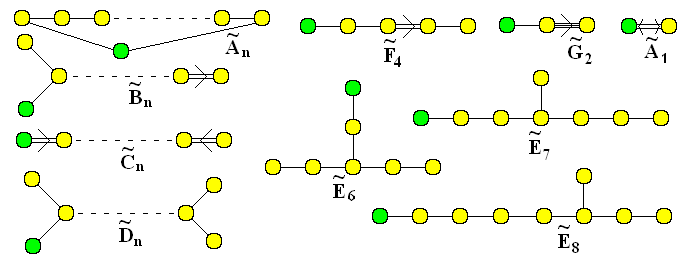
Diagramas de Dynkin afins (estendidos)